# Filip Šindelář
Pour les articles homonymes, voir Sindelar.
Filip Šindelář (né le 30 octobre 1979 à Vlašim en Tchécoslovaquie) est un gardien de but tchèque de hockey sur glace.

## Biographie
Filip commence sa carrière professionnelle avec le KLH Jindrichuv Hradec en 1999 dans la 1. liga. Dès l'année 2001, il joint le HC Ytong Brno dans la même ligue. Dès l'année suivante, il joint les rangs du BK Mladá Boleslav, où il joua plusieurs saisons séparé en 2 sections. Il a également joué une partie avec le HC Sparta Praha. Entre les deux parties de sa carrière jouées avec Boleslav, il joua avec le SK Horácká Slavia Třebíč et le HC Ytong Brno de la 1. liga et dans le Extraliga Slovaque pour le HK Dubnica. Après son deuxième passage avec le Mladá, il commence à jouer pour le HC Vítkovice dans l'Extraliga. En 2011, son équipe finit deuxième de l'Extraliga.